# 松山村 (福島県)
松山村（まつやまむら）は福島県耶麻郡にあった村。現在の喜多方市松山町各町にあたる。

## 地理
- 河川：濁川、押切川

## 歴史
- 1889年（明治22年）4月1日 - 町村制の施行により、耶麻郡村松村、大飯坂村、鳥見山村の区域をもって成立。
- 1954年（昭和29年）3月31日 - 耶麻郡喜多方町、岩月村、上三宮村、熊倉村、慶徳村、関柴村、豊川村と新設合併し喜多方市が発足。同日松山村廃止。

## 交通

### 鉄道路線
- 日本国有鉄道
  - 日中線：会津村松駅